# Фігури і ляльки
«Фігу́ри і ля́льки» (грец. ΦΙΓΟΥΡΕΣ & ΚΟΥΚΛΕΣ) — приватний ляльковий театр у столиці Греції місті Афінах; осередок розваги і дозвілля переважно афінської малечі.

## Про театр
Афінський ляльковий театр «Фігури і ляльки» міститься у прилаштованому приміщенні з яскравим оформленням в історичному серці міста — районі Плака, і розташований за адресою:
вул. Триподон, 30, м. Афіни (Греція).
У репертуарі колективу — чимало вистав, практично повністю для дитячої авдиторії (від 4 років). У спектаклях театру «Фігури і ляльки» використовуються традиційні паперові і з пап'є-маше ляльки, також традиційний новогрецький театр тіней карагіозіс, різноманітні спецефекти тощо.   
Театр «Фігури і ляльки» є доволі популярним місцем дозвілля афінських дітлахів і дорослих шанувальників лялькового театру, розрахований переважно на «внутрішнього» глядача, адже вистави відбуваються новогрецькою мовою. Щотижня у вихідні дні театр грає нову виставу (зазвичай тривалістю до години). Через таку ексклюзивність лялькового театру в Афінах прийнято бронювати квитки на його вистави заздалегідь.

## Виноски
1. ↑  Афіни з дітьми (для дітей) на www.athensinfoguide.com («Афінський інфогід») (англ.)